# Операција Валкира
Операција Валкира био је хитни план о опстанку владе састављен за Територијалну резервну армију немачке војске која би га извршила ако би, из било којег разлога, дошло до распада грађанске послушности у држави, проузрокованој немогућношћу нацистичке владе да одржи контролу над грађанима. План је накнадно одобрио и Адолф Хитлер, страхујући да би стална Савезничка бомбардовања могла проузроковати грађанске немире или побуну затвореника у логорима за присилни рад.
Немачки официри, генерал Фридрих Олбрихт и генерал-мајор Хенинг фон Тресков модификовали су план како би, након Хитлеровог убиства током Јулске завере, преузели власт, разоружали Шуцштафел и ухапсили све више нацистичке службенике. Како би се немачки официри ослободили заклетве коју су положили Хитлеру, Хитлер је морао бити убијен, а не ухапшен. Након дуге припреме, Јулска завера догодила се 1944. године, али без успеха.

## Планирање
Изворни план, чији је циљ било ношење с грађанским немирима, осмислили су сарадници генерала Олбрихта под његовом супервизијом као председника Главног војног уреда, а убрзо је одобрен и од стране самог Хитлера. Иако се идеја о кориштењу Резервне армије у државном удару јавила јако рано, није се могла остварити због невољности генерал-пуковника Фридриха Фрома да сарађује, пошто је он био једина особа (осим Хитлера) која је могла покренути Операцију Валкира, што је завереницима био велик проблем. Међутим, лекције научене из неуспешног покушаја атентата од 13. марта 1943. године, натерале су генерала Олбрихта да досадашње планове прогласи неадекватним, и да се у следећи покушај укључи Резервна армија, без обзира на Фромов пристанак.
Изворна заповијед Валкире обухватала је једино стратегију која се бавила борбеном спремношћу раштркане Резервне армије. Олбрихт је плану додао анекс, Валкиру II, који је осигуравао брзо окупљање јединица у борбене групе спремне за извршавање наредби. Током августа и септембра 1943. године, Хенинг фон Тресков је закључио како је Олбрицхтова промена неадекватна, па је сам увелико проширио Валкиру и додао неке нове наредбе. Тајна декларација везана уз Валкиру започињала је овим речима:
Фирер, Адолф Хитлер, је мртав! Радикална група страначких лидера покушала је искористити ситуацију у своју корист нападајући наше борце с леђа како би се домогли власти.
Тресков је додао и детаљан опис преузимања зграда министарстава у Берлину, Химлеровог средишта у Источној Пруској, радио станица и телефонских уреда, и осталих нацистичких уреда, укључујући и војне области и концентрационе логоре. Иако се сматрало да је Клаус фон Штауфенберг најодговорнији за детаљни план Операције Валкира, документи које су Совјети узели након рата и јавности објавили 2007. године откривају како је већ 1943. године Тресков детаљно разрадио операцију. Све писане документе обрађивале су Трескова супруга Ерика и Маргарет фон Овен, његова секретарица. Обе су носиле рукавице да не би оставиле отиске прстију.
У бити, главни циљ плана био је преварити Резервну армију како би започела рушење нацистичке владе и успоставу нове власти под лажном идејом да је Шуцштафел организовао пуч у којем је убијен и сам Адолф Хитлер. Како би се план остварио, требало је уверити ниже официре Резервне армије да је нацистичка влада показала нелојалност и неадекватно понашање према држави, те да је се због тога треба уклонити с положаја. Уротници су рачунали на то да ће Резервна војска досљедно слиједити упуте док су год оне стигле од легитимног извора, тј. штаба Резервне армије. Осим Хитлера, једино је генерал и заповедник Резервне армије Фридрих Фром могао покренути Валкиру, па га је требало или придобити или уклонити у случају успеха плана. Фром је, као и већина виших официра, знао за војне завере против Хитлера, али није их нити подржавао нити пријављивао Гестапоу.

## Спровођење
Кључну улогу у спровођење имао је пуковник Клаус фон Штауфенберг након свог покушаја атентата на Хитлера 20. јул 1944. године. Штауфенберг је такође побољшао план операције и измијенио наредбу како би ју прилагодио ситуацији. Штауфенберг је као Начелник штаба Резервне војске имао сталан приступ Хитлеру због подношења извештаја, а истовремену је био потребан у штабу ради имплементације Валкире. На почетку, Тресков и Штауфенберг су покушали пронаћи друге официре с приступом Хитлеру који би могли извести атентат. Генерал Хелмут Штиф, Начелник организације Врховног заповједништва војске, добровољно се јавио за улогу атентатора, али касније је одустао. Сам Тресков је неколико пута покушао добити посао у Хитлеровом штабу, али безуспешно. На крају, Штауфенберг је одлучио како ће он сам и извршити атентат на Хитлера и спровести Валкиру, што је увелике смањило шансе за успех. Након два неуспела покушаја, Штауфенберг је поставио бомбу 20. јула 1944. године и брзо кренуо натраг у Берлин како би преузео своју почетну улогу.
Када је открио да бомба није убила Хитлера, Фром је наредио смртну казну за генерала Олбрцхта, пуковника фон Квинрнхајма, пуковника Штауфенберга и поручника фон Хефтена. Мало иза поноћи, четири завереника су одведена на мало брдо земље где су их осветљивала светла упаљених аутомобила, а затим су стрељани по наредби генерала Фрома.